# Roman Haša
Roman Haša (* 15. únor 1993, Česko) je český fotbalový útočník a bývalý mládežnický reprezentant, od léta 2020 hráč klubu MFK Karviná.

## Klubová kariéra

### 1. FC Slovácko
Premiéru v nejvyšší české soutěži si odbyl v dresu Slovácka v dubnu 2013 v utkání proti Plzni. V první sezóně v nejvyšší soutěži nakonec odehrál 7 ligových zápasů, ve kterých vstřelil jednu branku. Zároveň nastoupil i do jednoho utkání MOL Cupu.
V týmu Slovácka si však Haša nevybojoval stabilní místo v sestavě a tak chodil po hostováních (navíc v roce 2015 nastoupil do třech utkání MOL Cupu v dresu Kroměříže, která sloužila Slovácku jako farma) až v červenci 2016 odešel úplně.

### KFC Komárno
V červenci 2016 trvale přestoupil do slovenského Komárna, které v tu dobu hrálo 3. nejvyšší soutěž. V rámci prvního ročníku odehrál 27 ligových zápasů, vstřelil 24 branek a svými statistikami si tak řekl o přestup do lépe umístěného klubu.

### MFK Skalica
V létě 2017 mu jeho výkony vynesly angažmá v druholigovém slovenském týmu MFK Skalica. Zde celkově působil 3 roky, v rámci kterých nastoupil celkově do 77 druholigových zápasů, ve kterých byl střelecky úspěšný celkem 45krát (v sezóně 2019/2020 se navíc stal nejlepším střelcem celé soutěže). Do toho odehrál dalších 11 zápasů v Slovenském fotbalovém poháru, vstřelil pět branek.

### MFK Karviná
Do české nejvyšší soutěže se vrátil v létě 2020, když přestoupil do Karviné. Premiéru v jejím dresu si odbyl v srpnovém utkání proti Baníku Ostrava. K 13. únoru 2021 nastoupil za Karvinou do 13 ligových utkání, ve kterých se střelecky prosadil dvakrát. Odehrál také dvě utkání v MOL Cupu, ve kterých vstřelil 3 branky.

## Reprezentační kariéra
Nastoupil celkově do 15 mezistátních utkání v dresu České republiky v mládežnických věkových kategoriích do 17, 18 a 21 let, vstřelil v nich jednu branku.

## Klubové statistiky
- aktuální k 13. únor 2021

| Tým                        | Sezona            | Liga   | Liga   | Pohár  | Pohár  | Evropské poháry | Evropské poháry |
| Tým                        | Sezona            | Zápasy | Branky | Zápasy | Branky | Zápasy          | Branky          |
| -------------------------- | ----------------- | ------ | ------ | ------ | ------ | --------------- | --------------- |
| 1. FC Slovácko             | 2012/13           | 7      | 1      | 1      | 0      | -               | -               |
| 1. FC Slovácko             | 2013/14           | 8      | 0      | 1      | 0      | -               | -               |
| 1. FC Slovácko             | 2014/15           | 1      | 0      | 1      | 0      | -               | -               |
| FK Fotbal Třinec           | 2013/14 (2. liga) | 10     | 1      | -      | -      | -               | -               |
| SK Hanácká Slavia Kroměříž | 2015/16 (3. liga) | -      | -      | 3      | 0      | -               | -               |
| KFC Komárno                | 2016/17 (3. liga) | 27     | 24     | -      | -      | -               | -               |
| MFK Skalica                | 2017/18 (2. liga) | 31     | 15     | 3      | 0      | -               | -               |
| MFK Skalica                | 2018/19 (2. liga) | 29     | 16     | 5      | 4      | -               | -               |
| MFK Skalica                | 2019/20 (2. liga) | 17     | 14     | 3      | 1      | -               | -               |
| MFK Karviná                | 2020/21           | 13     | 2      | 2      | 3      | -               | -               |
| Celkem                     | Celkem            | 143    | 73     | 19     | 8      | 0               | 0               |

## Úspěchy
- 1x nejlepší střelec 2. slovenské fotbalové ligy 2019/20